# ホモキラリティー
ホモキラリティー (homochirality) はキラル分子において片側のエナンチオマー（鏡像異性体）だけが存在している（偏っている）ことを示すのに使う化学用語である。また、一種類の分子についてだけでなく、ある化合物群において立体化学が偏っていることを表すときにも使う。たとえば、生体内に於いて、ほとんど全てのアミノ酸は D体と L体のエナンチオマーのうち L体のみが存在する。糖質も、天然ではほとんどのものが D体のみ存在する。これらのように立体化学が偏って存在している現象がホモキラリティーである。なぜ生体分子においてこのようなホモキラリティーがあるのかについてはまだ解っておらず、研究が進められている段階である。
一般に、ホモキラリティー状態が生成するには3つの段階があると考えられている。
1. 何らかの鏡像対称性の破れにより、エナンチオマーの均衡がくずれ、これによりホモキラリティーの生成がはじまる。
2. 不斉増幅（キラル増幅）によって、鏡像体過剰率 (ee) が増加する。
3. 不斉増幅により高い ee を持ったキラルな分子から、不斉転写（キラル転写）により別のキラルな分子が生成する。

すでにホモキラリティーが完成してしまった現在の生体系では、上記のうち 3番目の段階しか直接観察することができず、その前の段階は研究の中で実験系を通して推論するよりない。

## 不斉増幅
近年、単純なアミノ酸を触媒とした不斉アルドール縮合などが知られてきた。その中に不斉増幅をともなうものもある。このことは、生体系においてアミノ酸がホモキラリティーの鍵物質だったのではないか、という主張の根拠となっている。

## 不斉転写
多くの不斉合成は基質や触媒のキラリティーが生成物のキラリティーを誘起する不斉転写を基本としている。生体内で酵素が行う不斉反応もまた、不斉転写の代表例である。原始の地球上で起こり得た不斉転写として特に注目されているのは、プロリンなどいわゆる有機不斉触媒が引き起こす不斉マンニッヒ反応や不斉アルドール縮合などである。

## 生体分子におけるホモキラリティーの起源
地球生命におけるホモキラリティーの起源は多くの研究にもかかわらず未解決である。不斉合成を行うにはキラル分子が必要であることは十分に確立している。化学進化により地球上でラセミ体のアミノ酸（D,L-アミノ酸）が生成していたと考えられるが、どの様にホモキラルになったのかはわからない。
考えられている起源のひとつは、原始惑星系において何らかの天体から発せられた紫外円偏光によって、ある分子のエナンチオマーのうち一方が選択的に光分解反応を起こし、残ったエナンチオマーが優勢になりそれが地球に輸送されたという説である。この説の証拠としては、太陽系形成初期からあまり変質していないと考えられているマーチソン隕石にアミノ酸が検出され、このアミノ酸がわずかに L体が優勢だったことである。また、オリオン大星雲の星形成領域では生まれたばかりの大質量星が周囲を円偏光で照らし出している様子が観測されており、この説を補強するものとなっている。
隕石中のアミノ酸のeeはいずれも L-アミノ酸が優勢であった。しかし、L-アミノ酸というと、何か化学的同一性があるように思われるが、実際はエミール・フィッシャーが糖の命名法に準じて命名したにすぎず、それぞれのアミノ酸は当然違った化学的進化によって生成する。よって、たとえば化学進化により光学分割が行なわれた場合アラニンが L体であったとしてもトリプトファンが L体になるとは保証されない。そもそもキラル炭素を持たないグリシンを除くすべてのアミノ酸が同時に L体になることを説明する理論や実験は知られていない。
この問題から、ラセミ体のアミノ酸が生成した後に、何らかの選別過程によってホモキラリティーが生じるとする説もある。たとえば、奈良女子大学の小城勝相らは D,L-アスパラギン (D,L-Asn) は再結晶に際して結晶化が対掌体過剰 (ee) を生成し、共存するアミノ酸も同じ ee で共晶することを示した。このことから小城らは、再結晶がすべてのアミノ酸が同じ立体配置を与える機構であり、1種類のアミノ酸だけの不斉合成は困難でも混合物となった D,L-アミノ酸は本来高い ee を生成する性質を持ち、最初に晶出する結晶場が結晶化の方向性を決めると考えた。この研究によるとホモキラリティーは地球起源であり、アミノ酸の種類によっては実際に 100%ee の結晶を与えることも示されている。
マーチソン隕石に見つけられたアミノ酸のeeはせいぜい 1-2% にすぎない。実験室で円偏光を用いた光解離実験が行なわれているがその結果得られる ee はせいぜい数%以下 (最大 10% 程度）であり、しかも分解反応であるのでアミノ酸の量もごくわずかにならない限り意味のある ee はあらわれない。そのため現在の生体分子で示されるような 100%ee に近いホモキラリティーを得るためには不斉増幅が必要である。小城らの研究では L体が優勢になるか D体が優勢になるかはどちらが先に結晶化するかという偶然で決まるとされており、L-アミノ酸の優勢は偶然に起きたと言うことになる。

## 歴史
この語は1904年にケルヴィンによって導入された。これは1884年のバルチモア・レクチャー (Baltimore Lecture) を書籍化した際のことである。近年では光学的に純粋であることを示すのと同義に「ホモキラル」の語が使われているが、IUPACによれば「強く非推奨(strongly discouraged)」とされている。しかし、いくつかの学術雑誌ではこれを認めており（推奨はしていない）、そのような雑誌の中では、一対のエナンチオマーのうち一方が優先的に生成する系または過程、という意味に変わっている。